# 피에로 델라 프란체스카
피에로 델라 프란체스카(이탈리아어: Piero della Francesca, 본명 Piero di Benedetto, 1415년경 ~ 1492년 10월12일)는 이탈리아의 화가이다.
투시도법을 이론적으로 연구하여 이것을 작품에다 응용하였다. 그의 작품은 너무 이론적인 것 같아 보이나 풍부한 감정이 넘쳐 흘러 벽화나 초상화에 우수한 작품을 많이 남겼다. 처음 피렌체로 나아가 도미니크 베네치아의 조수로 일하기도 하였는데, 1445년경에 그린 <자바의 마돈나>는 오늘날 남아 있는 그의 작품 중 가장 오래 된 제단화라고 전해진다. 성 프란체스코 사원의 벽화 <성 십자가 이야기>는 최대의 걸작으로서, 세련된 색채와 완전한 구도가 잘 나타나 있다. 또한 초상화로 <우즈비노 공의 초상> 등이 있는데, 주로 옆얼굴을 많이 그렸다. 그 밖의 작품으로 <시바 여왕의 예배>가 있다.

## 수학자로서의 프란체스카
피에로 델라 프란체스카는 수학 특히 기하학을 연구한 초창기 화가 중 한 명이며, 미술 사상 철저하게 연구에 몰두한 인물이기도 하다. 만년에는 산술론(Trattato d’abaco), 원근법론(회화의 관점, De Prospectiva Pingendi), 오정다면체론(Libellus de Quinque Corporibus Regularibus)의 3권의 저작을 남겼다. 이 저서에서 다루는 주제에는 대수, 기하학 및 공간기하학, 원근법의 혁신적인 작업이 포함된다. 이는 난해한 수학과 기하학의 내용에도 불구하고 실용성에서 작성된 것이다.
여기서 그의 대표적인 업적 중 하나는 헤론의 공식에 대한 3차원적 유사체를 이끌어 낸 사면체 부피에 대한 공식의 연구이다.

## 주요 작품

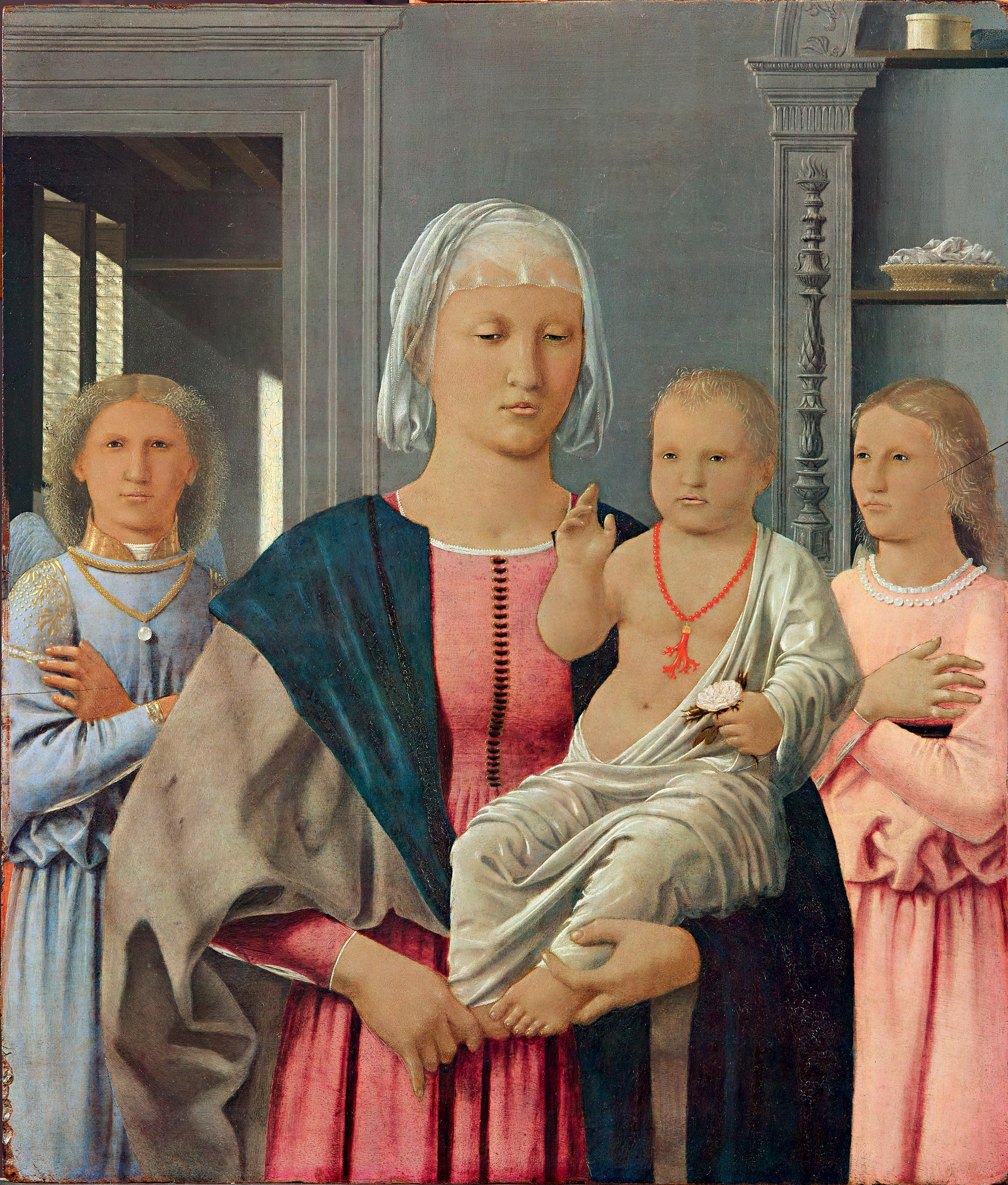
Madonna di Senigallia
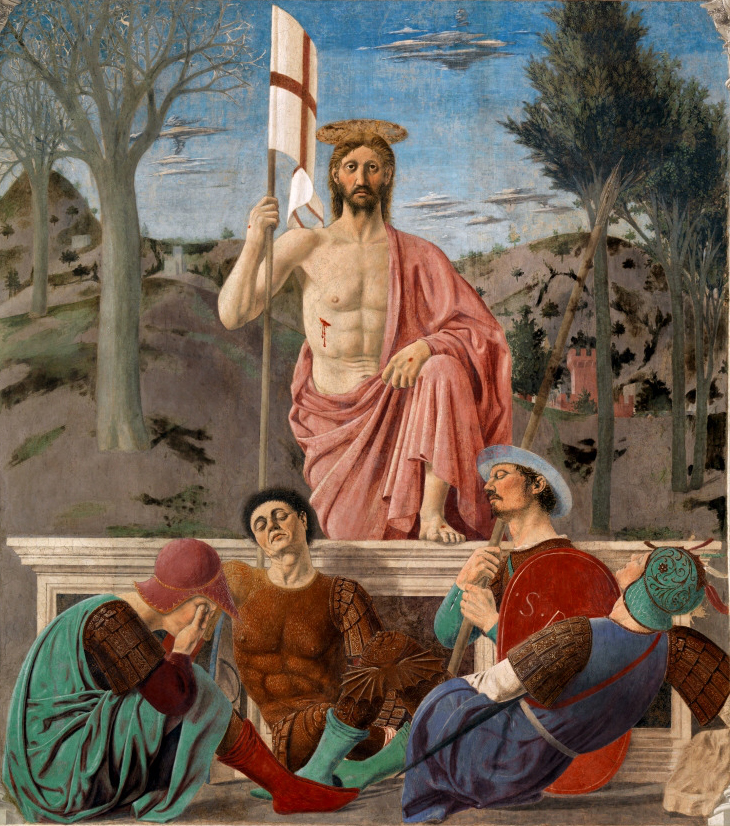
The Resurrection
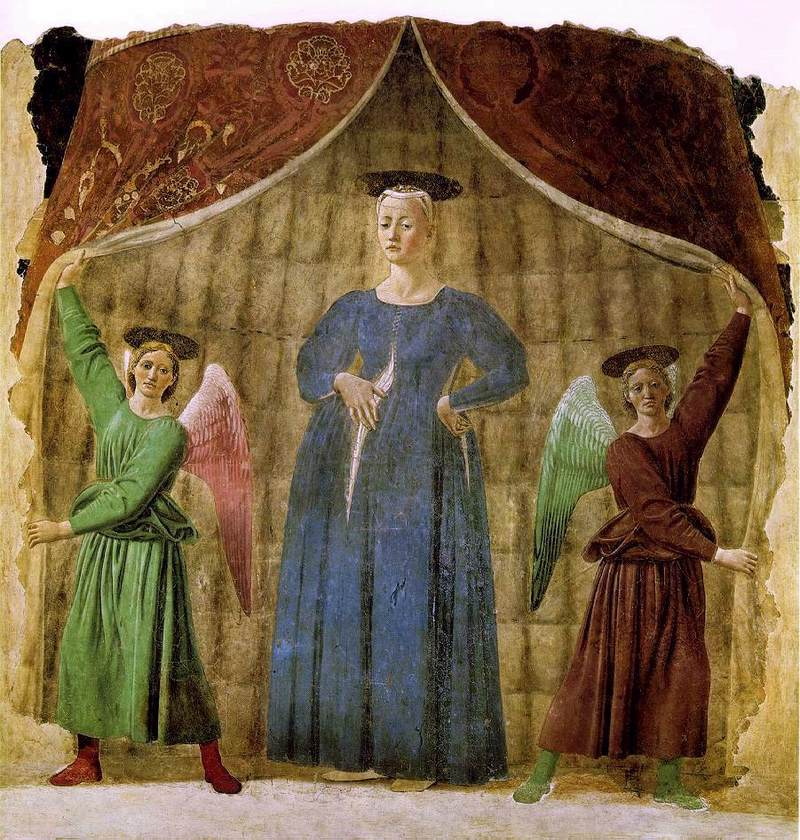
Madonna del Parto

## 같이 보기
- 십자가전설(The Legend of the True Cross 또는 성 십자가 이야기 - The History of the True Cross )
- 케일리-멩거 행렬식

## 참고 문헌
- (경향신문-유경희의 아트살롱)http://news.khan.co.kr/kh_news/khan_art_view.html?artid=201406062037355&code=990100